# Александар Павловић (фудбалер)
Александар Павловић (Минхен, 3. мај 2004) јесте немачки фудбалер српског порекла. Игра на месту задњег везног, а тренутно наступа за Бајерн Минхен и репрезентацију Немачке.

## Клупска каријера
Павловић је прве фудбалске кораке начинио у академији Фирстенфелдбрука, а 2011. прешао је у академију Бајерна из Минхена. Дана 23. јула 2021. продужио је уговор с Бајерном до 2022. Годину дана касније, 3. маја 2022, поновно је продужио уговор с минхенским клубом. Истог месеца је по први пут био део тренинга сениорског тима Бајерна. Тада се и у пар наврата нашао на клупи на утакмицама у Бундеслиги.
Павловић је учествовао на припремама сениорског тима Бајерна током летње предсезоне 2023. Дебитантски наступ за први тим Бајерна имао је 28. октобра 2023. када се минхенски тим састао са Дармштатом у деветом колу Бундеслиге 2023/24. (8 : 0). Дана 1. новембра 2023. Павловић је потписао први професионални уговор у својој каријери; договорена је сарадња с Бајерном до 2027. Три дана касније, на лигашкој утакмици против Борусије Дортмунд, асистирао је Харију Кејну, који је постигао трећи гол на тој утакмици (4 : 0). Недељу дана касније, на утакмици с Хајденхајмом, први пут се нашао у почетној постави Бајерна (4 : 2).

## Репрезентативна каријера
Дана 14. марта 2024. по први пут је позван у тим сениорске репрезентације Немачке пред пријатељске утакмице с Француском и Холандијом. Међутим, није био у прилици да заигра на тим утакмицама јер је задобио тонзилитис.
У мају 2024. нашао се на прелиминарном списку играча фудбалске репрезентације Немачке за предстојеће Европско првенство. Месец дана касније имао је дебитантски наступ за сениорску екипу Немачке и то на пријатељској утакмици против Украјине. Нашао се на коначном списку фудбалера немачке репрезентације за Европско првенство, који је саопштен 7. јуна.

## Статистика
Ажурирано 18. маја 2024
| Клуб             | Сезона    | Национално првенство     | Национално првенство | Национално првенство | Национални куп | Национални куп | Континентално такмичење | Континентално такмичење | Укупно  | Укупно |
| Клуб             | Сезона    | Ранг                     | Наступи              | Голови               | Наступи        | Голови         | Наступи                 | Голови                  | Наступи | Голови |
| ---------------- | --------- | ------------------------ | -------------------- | -------------------- | -------------- | -------------- | ----------------------- | ----------------------- | ------- | ------ |
| Бајерн Минхен II | 2022/23.  | Регионална лига Баварска | 6                    | 0                    | —              | —              | —                       | —                       | 6       | 0      |
| Бајерн Минхен II | 2023/24.  | Регионална лига Баварска | 3                    | 0                    | —              | —              | —                       | —                       | 3       | 0      |
| Бајерн Минхен II | Укупно    | Укупно                   | 9                    | 0                    | —              | —              | —                       | —                       | 9       | 0      |
| Бајерн Минхен    | 2023/24.  | Бундеслига               | 19                   | 2                    | 0              | 0              | 3                       | 0                       | 22      | 2      |
| Свеукупно        | Свеукупно | Свеукупно                | 28                   | 2                    | 0              | 0              | 3                       | 0                       | 31      | 2      |

1. ↑  Наступ(и) у Лиги шампиона.

## Успеси
Бајерн Минхен
- Бундеслига: 2024/25.[15]